# Club Deportes Tolima
O Club Deportes Tolima (anteriormente conhecido por Corporación Club Deportes Tolima) é um clube de futebol sediado na cidade de Ibagué, Departamento de Tolima, Colômbia. Atualmente disputa a primeira divisão do Campeonato Colombiano.
Em 23 de agosto de 2011, foi transformado em um clube empresa com a denominação Tolima Fútbol Club S.A..

## História
O Deportes Tolima foi fundado por Manuel Rubio Chávez em 1954, quando ele emprestou a seu amigo Juan Barbieri (um empresário argentino que morava em Ibagué) uma quantia de 5 mil pesos colombianos para a contratação de jogadores de futebol de seu país natal, Argentina. Após visita a seu país, Barbieri voltou para a Colômbia com atletas como Jorge Ariel Gandulfo, Enrique Oscar Ferrari, Oscar José Jamardo, Laino Enrique e Robelle Carlos. Com esses jogadores e alguns colombianos, o Tolima disputou pela primeira vez a liga de futebol da Colômbia no ano de 1955, usando o uniforme emprestado do Racing Club de Avellaneda.
No ano de 1982, o clube participou pela primeira vez em sua história de um torneio internacional, a Copa Libertadores da América, chegando, inclusive, até as semifinais. Na ocasião, superou na primeira fase os compatriotas do Atlético Nacional e os venezuelanos do Estudiantes de Mérida e do Deportivo Táchira. Na fase seguinte, terminou em último num triangular-semifinal que tinha o futuro vice-campeão Cobreloa, do Chile, e o Olimpia, do Paraguai. Esse foi o melhor desempenho internacional do Tolima.
No início da década de 1990, o clube oscilou muito em suas campanhas e acabou sendo rebaixado em 1993 devido aos maus resultados. Jogou por um ano na segunda divisão, retornando à elite em 1995, após vencer a divisão de acesso.
O Tolima montou um elenco muito interessante de jogadores para o segundo semestre de 2003. Com esse plantel, o Tolima disputou um quadrangular-semifinal do Campeonato Colombiano Finalización contra Atlético Nacional, Junior Baranquilla e Independiente Medellín, se classificando para a decisão ao vencer o Atlético Nacional por 2x0, em Ibagué. Na final, jogou contra o Deportivo Cali, vencendo a primeira partida pelo placar de 2x0 com uma excepcional performance do atacante Rogério Pereira, que marcou os dois gols. No segundo jogo, perdeu por 3x1, o que levou a decisão para a disputa de pênaltis. Com quatro cobranças por time e duas defesas do goleiro Diego Gomez, o Deportes Tolima foi coroado campeão colombiano pela primeira vez em seus 49 anos de história.
Devido a grave crise financeira do futebol colombiano em 2011, assim como outros clubes do país, o Tolima abriu um processo institucional para se tornar Sociedade Anônima.
Também em 2011, o clube ficou conhecido no Brasil após eliminar o Corinthians em disputa válida pela Fase Prévia da Copa Libertadores da América.
No ano de 2018, o Tolima fez uma boa campanha durante a temporada, o que culminou na sua chegada à final do Campeonato Colombiano Apertura. Na ocasião, disputou o título contra o Atlético Nacional. Com um placar agregado 2x2 nos dois jogos, a disputa foi para a decisão por pênaltis. Assim como na sua conquista em 2003, o Deportes Tolima novamente se sagrou campeão colombiano após um 4x2 nas cobranças da marca da cal.
O tricampeonato colombiano veio no Apertura de 2021. Dessa vez, o clube de Ibagué conseguiu triunfar nos 180 minutos, com um placar agregado de 3x2 sobre o Millionarios.

## Uniformes
Até o ano de 1957, o clube adotava as cores azul e branco, que foram baseadas na camisa do Racing, da Argentina. Após esse período, o clube de Ibagué começou a usar as cores vinho e dourado provenientes da bandeira do departamento de Tolima.

## Rivalidades
O Tolima tem como seu maior rival o Atlético Huila, este clássico é considerado como Clásico del Tolima Grande.

## Torcida
Seus torcedores são conhecidos como Los Pijaos, nome esse que faz referência a um povo ameríndio com fortes raízes na região de Ibagué.

## Títulos
| Nacionais | Nacionais                          | Nacionais | Nacionais               |
|           | Competição                         | Títulos   | Temporadas              |
| --------- | ---------------------------------- | --------- | ----------------------- |
|           | Campeonato Colombiano              | 3         | 2003-II, 2018-I, 2021-I |
|           | Copa Colômbia                      | 1         | 2014                    |
|           | Superliga da Colômbia              | 1         | 2022                    |
|           | Campeonato Colombiano - 2ª Divisão | 1         | 1994                    |

## Elenco atual
- Atualizado em 22 de junho de 2021.

Legenda
- Atual capitão
- Jogador Lesionado